# 조현정 (기업인)
조현정(趙顯定, 1957년 8월 13일 ~ )은 대한민국의 벤처기업인이다.

## 인물
경상남도 김해 출신으로 1983년 대한민국 벤처 1호기업이자 의료정보업체인 비트컴퓨터를 설립한 대한민국 벤처기업 1호 기업인이다. 1982년 국내 최초의 애플리케이션 소프트웨어인 의료보험청구 프로그램을 개발한 것을 계기로, 다음해인 1983년 인하대 전자공학과 3학년 재학 중 비트컴퓨터를 설립하였다.
1988년 서울올림픽 당시 국내 최초의 멀티미디어 소프트웨어인 서울올림픽 성화봉송 및 문화예술축전 업무전산화 프로그램을 개발해 당시 미국, 일본 등 전세계 언론의 주목을 받았다.
1989년「월스트리트 저널」및 「아시안 월스트리트 저널」TOP기사로 한국의 가장 우수한 소프트웨어 개발자로, 한국의 빌게이츠로 소개된 바 있으며, 중학교를 중퇴하고 충무로 기술자에서 고입 검정고시를 거쳐 용문고를 졸업했다. 인하대 재학중에 비트컴퓨터를 설립한 입지전적인 이력으로 알려져 있다. 1998년 2월 MBC 성공시대 11회 주인공으로, 성공스토리가 소개된 바 있다.
1990년, IT업계의 사단, 혹은 조현정 사단으로 지칭되는 비트스쿨(구.비트교육센터)을 설립해 2014년 6월말 기준 8,600여명의 IT전문인력을 배출해 업계에 기여하고, 프로젝트의 프로그래밍 기법과 소스까지 매달 공개해 후배양성과 후배벤처 키우기에도 힘써왔다.
1988년 한국소프트웨어산업협회 설립을 주도하고 원년멤버로 가입했으며, 2013년 2월 제14대 회장에 취임해 한국의 소프트웨어산업 발전에 기여하고 있다.
또, 1995년에는 이민화, 변대규 등과 벤처기업협회 설립을 주도, 벤처비전 2005를 발표하고 벤처기업특별법을 제정, 코스닥 설립, 스톡옵션 제도 도입, 벤처빌딩, 실험실 창업제도 등 수많은 벤처정책을 입안하여 한국의 벤처대국 입지형성에 기여하였다. 2005년부터 2007년까지 벤처기업협회 6대회장에 재임하였으며, 이후 명예회장으로 활동하고 있다.
2000년에는 북한의 초청으로 대한민국 IT전문가로는 최초로 인민대학습당에서 북한 IT전문가 500여명을 대상으로 강의를 한 것을 계기로 대북 IT지원사업에도 관심을 가지고 활동한 바 있다.
2000년 1월에는 개인 사재 20억원을 현금으로 출연해 조현정학술장학재단을 설립했다. 이를 계기로 벤처기업인들의 릴레이 기부를 촉발하는 계기가 되었다. 조현정 재단을 통해 매년 12~20명의 학생이 고2~대학2년까지 4년간 장학금을 수혜받았으며, 학술지원 등 사업을 지속적으로 펼치고 있다.
포상으로는 은탑산업훈장, 동탑산업훈장, 벤처기업대상, 대통령표창, 국무총리상, 모범납세자표창, 신지식인상 등이 있다.

## 학력
- 2004년 인하대학교 명예공학박사
- 1997년 연세대학교 보건대학원 보건환경 고위정책과정 수료
- 1985년 인하대학교 공과대학 전자공학과 학사
- 1977년 용문고등학교 졸업

## 주요 경력
- 1983~현재 (주)비트컴퓨터 대표이사
- 2000~현재 (재)조현정재단 이사장
- 2009~현재 (재)한국공학한림원 정회원
- 2006~현재 (사)코스닥협회 부회장
- 2019~현재 (사)한국소프트웨어산업협회 명예회장
- 2018~현재 윤경ESG포럼 공동대표
- 2009~현재 (사)벤처기업협회 명예회장
- (재)대한의료정보학회 부회장
- 1999~현재 인하대학교 겸임교수
- 2010~현재 한양대학교 특임교수
- (사)통일IT포럼 부회장
- 2003~2006 기술거래소 이사장
- 2005-2007 (사)벤처기업협회 회장
- 2003~2011 이화여자대학교 겸임교수
- 2013~2018 (사)한국소프트웨어산업협회 회장
- 2001~2012 (사)한국소프트웨어산업협회 부회장
- 2005~2006, 2009 (사)한국정보과학회 부회장
- 2010 고용노동부 청년고용 홍보대사

## 수상 경력
1985 인하학원 이사장상 (인하대학교 졸업시)

1989 서울올림픽 공로 표창장 (체육부장관)

1997 벤처기업대상 (통상산업부장관)

1997 S/W기술부문 유공자 표창장 (정보통신부장관)

1998 정보문화기술상 (국무총리)

1998 1998데이터베이스대상 (국무총리)

1999 국민보건향상 공로표창장 (보건복지부장관)

1999 자랑스러운 동문상 (인하대총동창회)

2000 모범납세자 표창장 (국세청장)

2000 동탑산업훈장

2002 신지식인상 (보건복지부장관)

2005 자랑스러운 동문대상 (인하대총동창회)

2010 은탑산업훈장

2013 모범납세자 표창장 (기회재정부총리)

## 가족 관계
- 부인 신현미씨, 슬하 3남

## 저술 활동
- 《컴퓨터 여행》 조현정, 1992
- 《한국벤처산업발전사 2》(아르케, 2006.02.28) ISBN 8958030313
- 《아름다운 열정》(청림출판, 2008.9.15) ISBN 9788935207466

## 참고 자료
- 네이버 인물검색

## 같이 보기
- 한국소프트웨어산업협회
- 벤처기업협회